# Tom & Jerry au cinéma
Pour plus de détails, voir Fiche technique et Distribution.
Tom & Jerry au cinéma (Matinee Mouse) est un cartoon de Tom et Jerry réalisé par Tom Ray, produit par la Metro-Goldwyn-Mayer sorti en 1966.

## Sypnosis
Tom poursuit Jerry dans toute la maison (scènes de Le Bon Babysitter , Tom aviateur , Tom fait la classe et La Souris blanche ) jusqu'à ce que Jerry revienne à Tom en le battant dans une pulpe dans le placard et en le jetant dehors (un clip de Jerry et le Lion ). Tom implore la miséricorde car ils appellent une trêve avec des drapeaux blancs, et en marchant heureusement dans la rue, ils s'arrêtent par le cinéma local, où ils remarquent une affiche publiant leurs dessins animés (ce qui implique que Tom et Jerry ont des métiers en tant qu'acteurs). L'homme qui se tenait près du mur remarquait ce chat et cette souris. Il lève les yeux vers l'affiche, et accroche les épaules.
Ils entrent pour regarder la fonction (clips de Le Bon Babysitter , Le Journal de Jerry , Tom et la Sorcière volante et Un armistice plutôt mouvementé ), mais ne peuvent pas se réjouir les uns des autres chaque fois que l'autre est blessé à l'écran. Un léger désagrément se heurte bientôt à la violence dans les sièges, où Tom et Jerry claquent continuellement les sièges les uns sur les autres. Finalement, Jerry déchire son drapeau (avec Tom suit le costume) avant de frapper Tom avec un maillet de xylophone. La scène de combat dans The Truce Hurts s'arrête lorsque les personnages à l'écran enflamment le quatrième mur et mettent en pause leur combat pour regarder la lutte en cours dans les sièges.

## Musique
- Eugene Poddany